# Daniele Callegarin
Daniele Callegarin (Cuggiono, 21 september 1982) is een Italiaans voormalig wielrenner.

## Belangrijkste overwinningen
2005
GP Ezio del Rosso
2009
GP Industria & Artigianato-Larciano
1e etappe Szlakiem Grodów Piastowskich